# Lista Holding
Die Lista Holding AG mit Sitz in Erlen im Kanton Thurgau, ist ein international tätiger Schweizer Hersteller von Betriebs- und Lagereinrichtungen für Industrie- und Dienstleistungsunternehmen. Das Sortiment umfasst Schubladensysteme und weitere Einrichtungskomponenten wie Schubladenschränke, Werkbänke, Schubladen- und Schwerlastregale, NC-Lagersysteme (Transportwagen, Schränke, Werkzeughalter), Lagerschränke (Material- und Maschinenschränke) sowie dynamische Lagertechnik. Diese werden über den Fachhandel sowie über eigene Niederlassungen vertrieben. Die Lista Gruppe beschäftigt ca. 410 Mitarbeiter an allen Standorten.

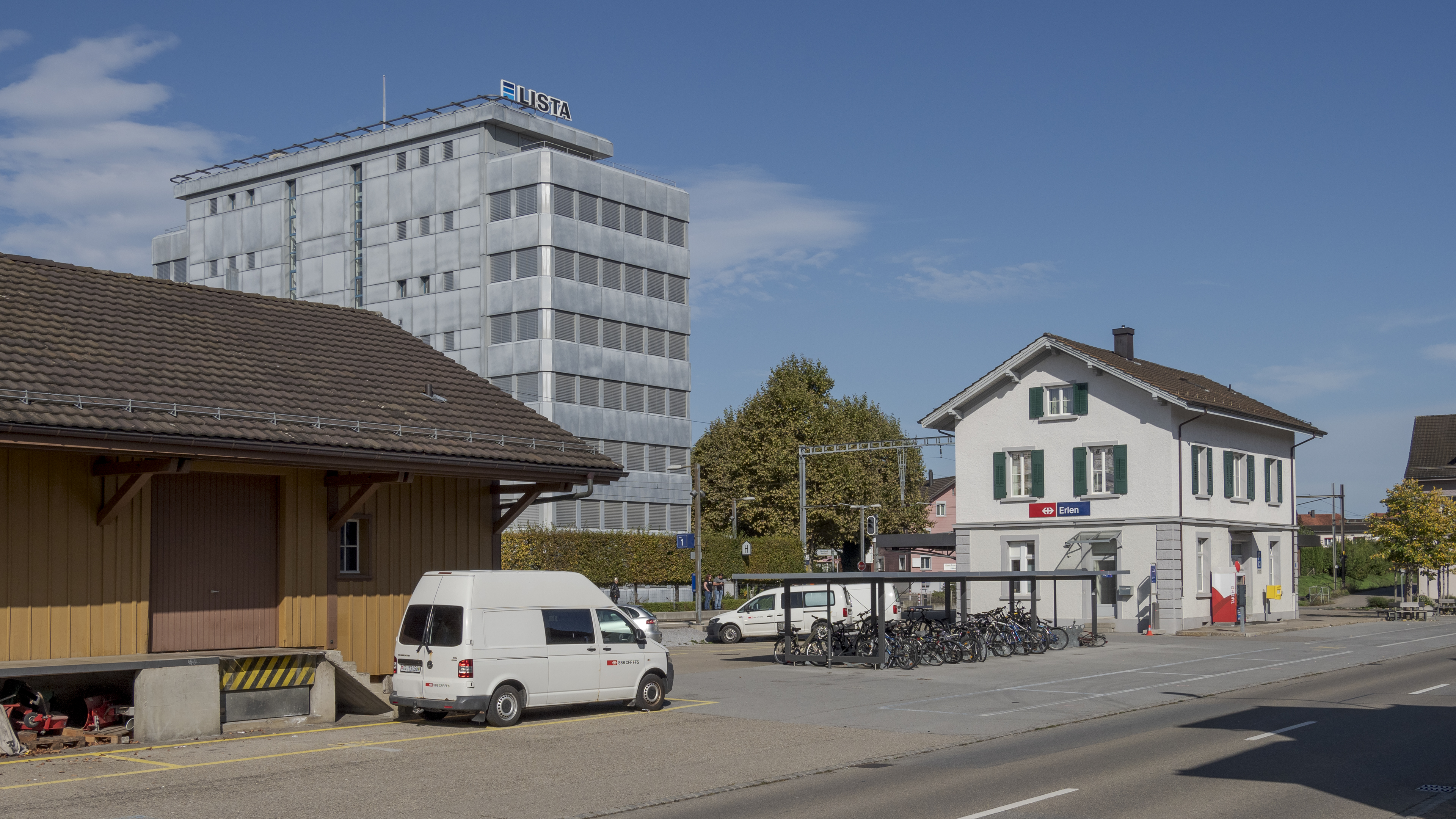
LISTA AG beim Bahnhof Erlen

## Geschichte
Das Unternehmen wurde 1945 als Einmannbetrieb durch Alfred Lienhard gegründet. Als gelernter Schlosser eröffnete er im Alter von 20 Jahren eine eigene Werkstatt im Kanton Appenzell Ausserrhoden, wo er einfache Stahlrohrgeräte, Gartenmöbel und Garderobenschränke fertigte. 1951 zählte der Betrieb bereits 45 Mitarbeiter, was den Umzug an einem neuen Standort nötig machte. Die Lienhard Stahlbau liess sich im thurgauischen Erlen nieder und spezialisierte sich auf die Herstellung von Schubladenschränken. 1970 zählte die mittlerweile in eine Aktiengesellschaft umgewandelte Lienhard AG 400 Mitarbeiter und erzielte einen Umsatz von rund 40 Millionen Franken.
Nach Alfred Lienhards Tod ging das Unternehmen 1970 an seinen Sohn Alfred „Fredy“ Lienhard über. Unter seiner Leitung wurde die internationale Expansion vorangetrieben und Anfang der 1970er-Jahre eine Tochtergesellschaft in den Vereinigten Staaten gegründet. Mit dem Einstieg in den Bereich Büromöbel wurde zudem ein zweites Standbein geschaffen. Ab 1980 wurde der seit 1953 verwendete Markenname Lista (als Abkürzung für Lienhard Stahl) auch als Unternehmensname verwendet. In den darauf folgenden Jahren wurden weitere sechs Ländergesellschaften eröffnet. „Mit über 800 Mitarbeitern wurde 2005 ein Umsatz von über CHF 220 Millionen erwirtschaftet“.
Im Jahr 2004 wurde der Konzern in die beiden Bereiche Büromöbelsysteme (Lienhard Office Group AG) sowie Betriebs- und Lagereinrichtungen (Lista Holding AG) aufgeteilt. 2006 verkaufte Alfred Lienhard den Bereich Betriebs- und Lagereinrichtungen mehrheitlich an die Schweizer Beteiligungsgesellschaft Capvis und an das Management. Er blieb aber wichtiger Minderheitsaktionär. Im Jahr 2018 wurde die Lienhard Office Group von der chinesischen Great Star Industries übernommen.